# 米尔皮塔斯文法学校
米尔皮塔斯文法学校（英语：Milpitas Grammar School）是一所位于加利福尼亚州米尔皮塔斯的教育建筑，现在是米尔皮塔斯图书馆的一部分。 该建筑于1993年7月22日被列入国家历史名胜古迹 。
校舍属希腊复兴式建筑，由弗兰克·德洛斯·沃尔夫（Frank Delos Wolfe）设计，以取代早先于1912年烧毁的两层维多利亚式木制校舍， 该建筑由弗兰克的兄弟西奥多·林菲尔德·沃尔夫（Theodore Linfield Wolfe）于1916年建造，耗资13212美元，有办公室、至少4间教室和礼堂。
在建设的三年中，学校在附近的一个农场的一栋楼里上课。 这座建筑作为学校一直使用到1956年，也就是1954年该市成立后的几年。 当前的米尔皮塔斯高级中学可以追溯到学校。 此后，这栋建筑曾作为米尔皮塔斯市政厅、警察局、图书馆和米尔皮塔斯老年中心。市政府在1990年对该建筑进行了修复。
在2006年，该建筑被整合到一个更大的公共图书馆中，该图书馆于2009年1月10日开放。图书馆占地5600平方米，共两层，是圣塔克拉拉县图书馆系统中最大的图书馆，米尔皮塔斯文法学校建筑位于中心，南北两侧设有翼楼。学校原有的开放式庭院用拉伸织物屋顶覆盖，以过滤阳光。

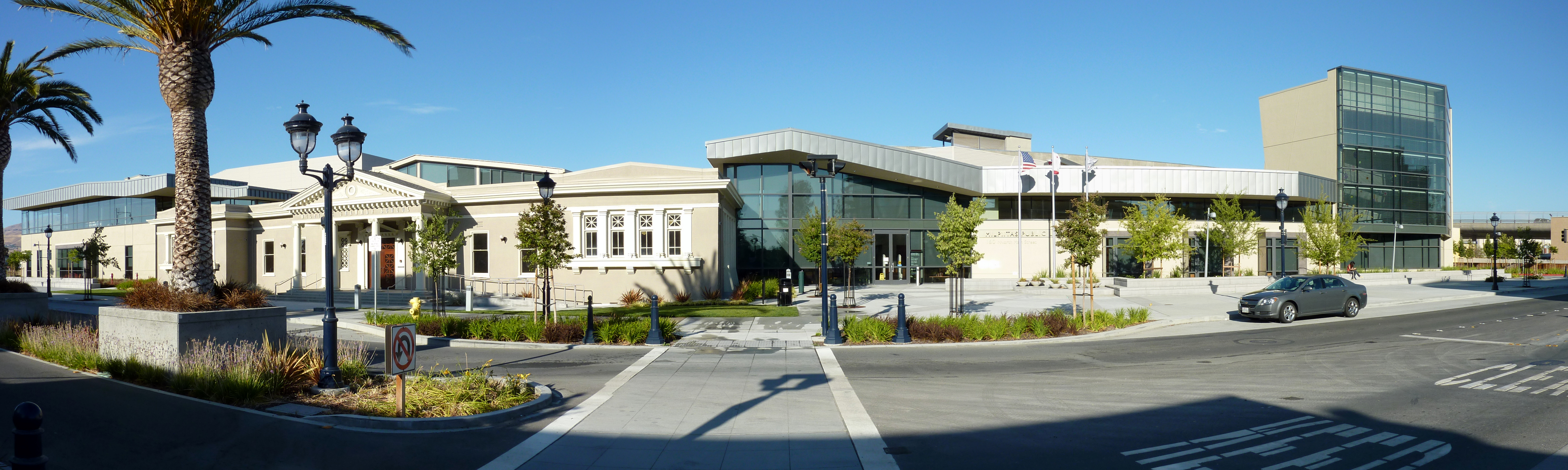
米尔皮塔斯图书馆